# Vita notturna (Daniel Taplitz)
Vita notturna (Nightlife) è un film TV commedia-horror del 1989 diretto da Daniel Taplitz, interpretato da Maryam d'Abo e Ben Cross.

## Trama
Città del Messico. La bella vampira Angelique si risveglia dopo un secolo e si ritrova in mezzo a due contendenti: il vampiro Vlad ed un giovane medico, il Dottor Zuckerman.